# Cynin
Cynin serait un roi breton de l'Île de Man du VIIe siècle.

## Contexte
Contrairement à son père putatif Anllech,  Cynvin n'est pas mentionné dans les Harleian genealogies dans laquelle Mermin Mawr est présenté comme le fils d'Anllech:
```
 
Mermin map Anthec
 map Tutagual(II) map Run map Neithon map Senill map Dinacat map Tutagual(I) map Eidinet map Anthun map Maxim guletic qui occidit gratianum regem romanorum
[
1
]
```

Par contre il figure bien comme fils d'Anlechh et père de Mermin Mawr dans le manuscrit des Généalogies du Jesus College MS. 20: 
```
 
Meruyn mawr m Kyuyn m Anllech
 m Tutwal (II) m Run m Neidaon m Senilth hael. Tryd hael or gogled. Senilth m Dingat m Tutwal (I) m Edneuet m Dunawt m 
Maxen wledic
. val y mae vchot
[
2
]
.
```

Cette variation dans les sources incite Peter Bartrum à considérer l'existence du père et du fils comme douteuses

## Source
- (en) Peter Bartrum, A Welsh Classical Dictionary : People in History and Legend Up to about A.D. 1000, Aberystwyth, National Library of Wales, 1993, 649 p. (ISBN 978-0-907158-73-8), p. 541 MERFYN MAWR. (d.682)